# Woody Jacobs
Nicholas „Woody“ Jacobs (* in Südwestafrika) ist namibischer Fußballtrainer.
Jacobs begann seine Trainerkarriere bei den Civics FC, mit denen er die namibische Meisterschaft gewann. Es folgten Stationen bei den African Stars (ebenfalls als Meister- und Pokalsieger), Black Africa, Tigers, Ramblers, Orlando Pirates, Young Ones FC und Okahandja United sowie dem UNAM FC. In der Saison 2011/12 trainierte er die Eleven Arrows aus Walvis Bay.
Bis September 2020 war Jacobs Co-Trainer der Nationalmannschaft der Herren, ehe er aufgrund seines Verhältnisses zur Namibia Football Association kündigte. Zuvor war er bereits Trainer der U-20-Männer und U-17-Junioren.
Vom 7. September 2021 bis Mitte 2022 war er interimistisch zum Nationaltrainer der Frauen ernannt. Im August 2023 wurde Jacobs, als erster Namibier überhaupt, Trainer eines botswanischen Erstligisten, des Matebele FC. Bereits Anfang 2024 verließ er den Club wieder und unterschrieb bei Orlando Pirates. Nur zwei Monate später zu Ende Februar 2024 ging er zurück zum Matebele FC, ehe er erneut Nationaltrainer der namibischen Frauen wurde. Seit August 2024 war er Trainer des namibischen Erstligisten Tigers, ehe er am 20. Januar 2025 Trainer des Erstligisten Bucks Buccaneers wurde. Hier wurde er nach weniger als drei Monate wieder entlassen.